# هيئة الأمم المتحدة لمراقبة الهدنة
هيئة الأمم المتحدة لمراقبة الهدنة (UNTSO) هي منظمة لحفظ السلام في الشرق الأوسط تأسست في 29 مايو 1948 في خضم الصراع العربي الإسرائيلي عام 1948، تجلت مهمة الهيئة الأساسية في البداية في توفير هيكل القيادة العسكرية لقوات حفظ السلام في الشرق الأوسط وتمكينها من مراقبة وقف إطلاق النار والحفاظ عليه ومساعدة أطراف اتفاقيات الهدنة والإشراف على تطبيق ومراعاة شروط الاتفاقات.
تطور دور المنظمة بمرور الوقت نتيجة للصراعات المختلفة في المنطقة، وفي بعض الأحيان أُسْتُعِينَ بموظفي الهيئة للانتشار السريع في مناطق أخرى من الشرق الأوسط لدعم عمليات الأمم المتحدة الأخرى. وقد حُوفِظَ على الهيكل القيادي لهيئة الأمم المتحدة لمراقبة الهدنة ليغطي منظمات حفظ السلام اللاحقة التابعة لقوة الأمم المتحدة لمراقبة فض الاشتباك وقوة الأمم المتحدة المؤقتة في لبنان التي تواصل الهيئة توفير مراقبين عسكريين لها.